# ديفيس موالي
ديفيس موالي (بالإنجليزية: Davis Mwale) (مواليد 8 مايو 1972) هو ملاكم زامبي، مثّل بلاده في الألعاب الأولمبية الصيفية في دورتي 1996 و2004.

## روابط خارجية
ديفيس موالي على موقع أوليمبيديا (الإنجليزية)